# Publio Mucio Escévola (cónsul 175 a. C.)
Publio Mucio Escévola (en latín, Publius Mucius Scaevola) fue un político y militar de la República Romana, que ocupó el consulado en el año 175 a. C., hijo de Quinto Mucio Escévola; pretor en el año 215 a. C. 

## Carrera política
Fue elegido pretor a la vez con su hermano Quinto Mucio Escévola en el 179 a. C. y tuvo la jurisdicción urbana y la quaestio de veneficiis en la ciudad y a diez millas al entorno. 
Fue elegido cónsul en el 175 a. C. junto con Emilio Lépido. Recibió Liguria como provincia y combatió con algunas tribus que habían atacado las comarcas de Luna y Pisae y por su victoria fue recompensado con los honores del triunfo, el cual se registra en un fragmento de los mármoles del Capitolio, donde es llamado [P. Mu] P. F. P. N.